# Ophiura saurura
Ophiura saurura is een slangster uit de familie Ophiuridae.
De wetenschappelijke naam van de soort werd in 1894 gepubliceerd door Addison Emery Verrill.